# Psychodiagnostika
Psychodiagnostika (či psychologická diagnostika) je speciální psychologická disciplína, která zjišťuje a měří duševní vlastnosti a stavy, případně jiné charakteristiky jednotlivců. Teoreticky vychází z psychologie osobnosti a diferenciální psychologie.

## Cíle psychologické diagnostiky
Psychologická diagnostika sestává z činností, postupů a technik, umožňujících stanovit diagnózu, kterou je psychický stav člověka. Tyto postupy se liší podle svého cíle:
- určení stupně vývoje a určení důvodů tohoto odchylného vývoje od věkové normy;
- identifikace individuálních zvláštností či odchylek od populační normy a zjištění jejich příčin;
- predikce budoucího stavu.

## Psychodiagnostická metoda
Nástrojem psychologické diagnostiky je psychodiagnostická metoda. Ta může být klinická či testová. Testové metody vycházejí ze standardizovaného měření, využívají zpravidla psychometrických a statistických postupů a nástrojů. Prezentace podnětového materiálu, sběr dat i jejich vyhodnocení probíhá podle striktních pravidel. Oproti tomu klinické metody nepodléhají tak přísným pravidlům a zaměřují se naopak na individuální odlišnosti a zvláštnosti. Jsou pružnější a umožňují lépe poznat konkrétní případ, jsou však více náchylné ke zkreslení. V psychologické praxi jsou obě metody kombinovány s cílem dosáhnout co nejpřesnější diagnózy.

### Psychologický test
Termín psychologický test (mental test) poprvé použil v roce 1890 americký psycholog James McKeen Cattell, rozvoj zaznamenal tento typ psychodiagnostických metod na začátku 20. století. Psychologické testy mají být objektivní a podmínkou k jejímu dosažení je standardizace (porovnání výsledků s normou), validita (správnost měření) a reliabilita (přesnost měření).